# Flughafen Rom-Fiumicino

i7
i11
i13
Der Flughafen Rom-Fiumicino (italienisch Aeroporto di Roma-Fiumicino “Leonardo da Vinci”, IATA-Code: FCO, ICAO-Code: LIRF) ist vor Rom-Ciampino der größere der beiden internationalen Verkehrsflughäfen der italienischen Hauptstadt Rom. Der nach dem Universalgelehrten Leonardo da Vinci benannte und von Aeroporti di Roma betriebene Flughafen befindet sich an der Mittelmeerküste, im Stadtgebiet von Fiumicino, rund 30 km südwestlich der römischen Innenstadt. Mit knapp 50 Millionen Passagieren im Jahr 2024 ist er der größte Flughafen Italiens und einer der verkehrsreichsten in Europa. Rom-Fiumicino ist Heimatflughafen und Drehkreuz von ITA Airways und Basis von Aeroitalia, easyJet, Neos, Ryanair, Vueling und Wizz Air.

## Verkehrsanbindung

### Straße
Die Autobahn A91 verbindet den Flughafen mit der Stadt Rom. Über die A91 und den römischen Autobahnring A90 sind auch andere Städte in der Region schnell zu erreichen, über die beim Flughafen nach Norden abzweigende A12 verschiedene Küstenorte im nördlichen Latium und im Süden der Toskana.
Busse des öffentlichen Anbieters Cotral fahren vom Terminalbereich aus in die Innenstadt Roms, nach Fiumicino und zum Lido di Ostia. Vom Flughafen Fiumicino verkehren Shuttle-Busse nach Rom und zu verschiedenen Städten in Mittel- und Süditalien. Vor allen Terminals befinden sich Taxistände. Die bedeutendsten Autovermietungsfirmen sind am Flughafen vertreten.

### Schiene
Die italienische Bahn verbindet den Flughafen und Rom. Von den in Innenstadtnähe gelegenen Bahnhöfen Tiburtina, Tuscolana, Ostiense und Trastevere verkehrt ein S-Bahn-artiger Regionalzug im 15-Minuten-Takt (Linie FL1) mit Zwischenhalten zum Flughafen. Die Fahrzeit beträgt 25 bis 40 Minuten. Vom Hauptbahnhof Roma Termini fährt auch ein halbstündlicher, schnellerer Direktzug, der Leonardo Express, der den Flughafen in 32 Minuten erreicht und nur über Erste-Klasse-Wagen verfügt.
Einige Hochgeschwindigkeitslinien werden über Tiburtina und Termini bis zum Flughafen fortgeführt. Eine bessere Anbindung an den Hochgeschwindigkeitsverkehr ist vom geplanten Ausbau des Flughafenbahnhofs und der Bahnstrecke nach Rom abhängig.

## Flughafenanlagen

### Terminals

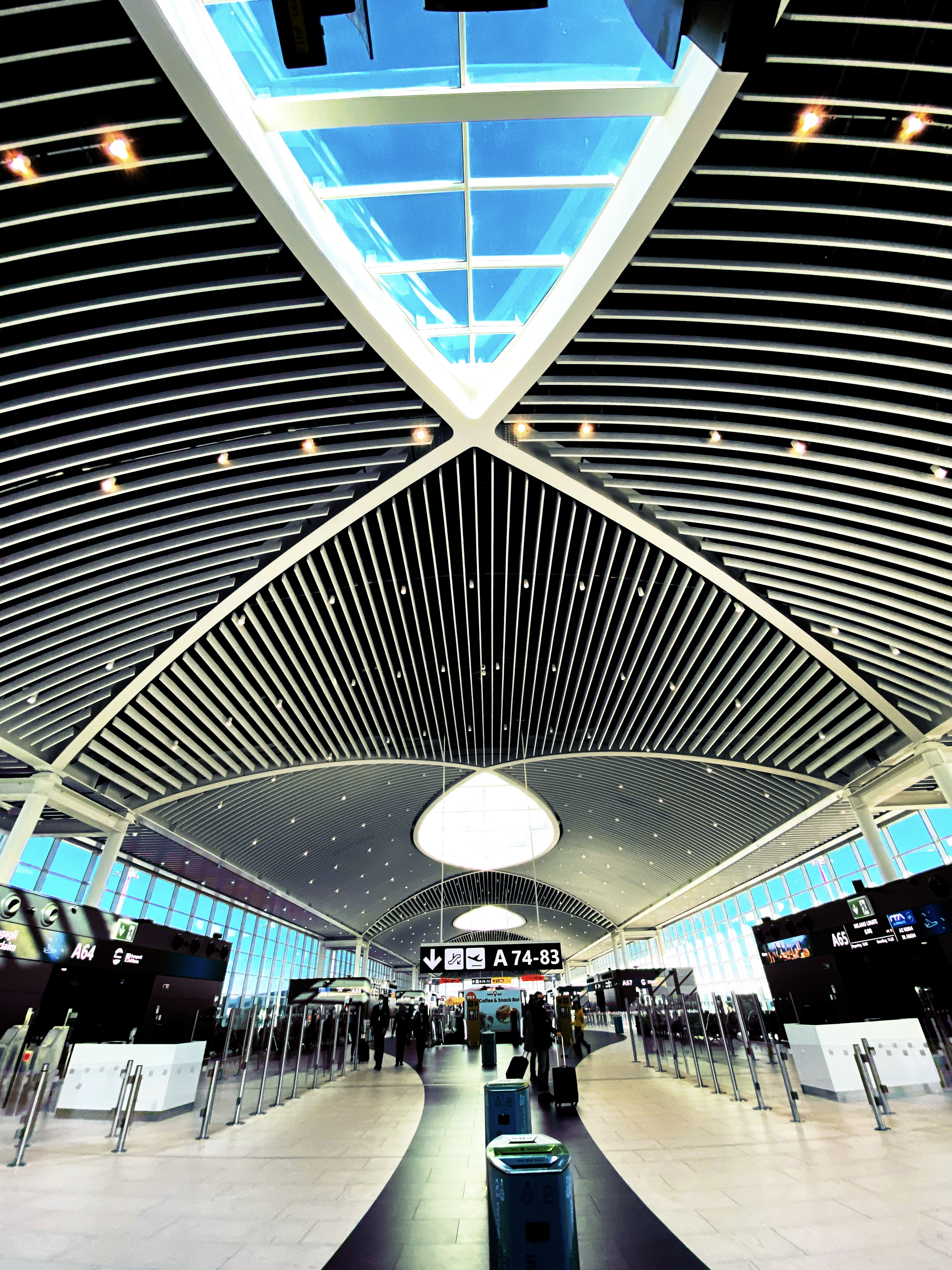
Terminal 1 – Flughafen Rom-Fiumicino (2022)

Der Flughafen hat zwei Passagierterminals, deren Abflugbereiche auf der Vorfeldseite miteinander verbunden sind. Einerseits können damit umsteigende Passagiere ihren Anschlussflug im jeweils anderen Terminal einfach erreichen, andererseits haben Fluggesellschaften innerhalb gewisser Grenzen eine freiere Wahl bei der Terminalnutzung.
Das im Osten des Abfertigungsbereiches und dessen halbkreisförmiger Zufahrtsstraße gelegene Terminal 1 dient vorwiegend Flügen im Schengen-Raum. Auf der Vorfeldseite dieses Terminals befinden sich drei Piers mit über 30 gebäudenahen Abstellpositionen für Mittelstreckenflugzeuge mit dazugehörigen Fluggastbrücken. Von zwischen den Piers gelegenen Boarding Areas aus werden Passagiere mit Bussen zu weiter entfernt abgestellten Flugzeugen (oft von Billigfluggesellschaften) gebracht. Ausgänge dieser Art gibt es auch in den Piers selbst. In westlicher Richtung folgte bis zu seinem Abriss im Jahr 2018 das kleine Terminal 2 für Billig- und Charterfluggesellschaften, das einer Erweiterung des Terminal 1 weichen musste.

Flughafendiagramm

Das zentral gelegene Terminal 3 ist in erster Linie für interkontinentale Flüge gedacht, weil auf dessen Vorfeldseite die entsprechenden Kapazitäten für die Abfertigung von Großraumflugzeugen vorhanden sind. Dabei handelt es sich um einen Pier, einen Satelliten und Teile eines älteren Piers mit knapp 30 gebäudenahen Abstellpositionen und dazugehörigen Fluggastbrücken. Der Satellit ist durch einen Peoplemover mit dem Terminal verbunden. Das Terminal 3 soll in südwestlicher Richtung erweitert werden und in diesem Bereich einen weiteren Pier erhalten. Ein westlich an das Terminal 3 angrenzendes kleines Gebäude zur Abfertigung von Staatsgästen müsste dafür abgerissen werden.
Der Flughafen hat zwei Gepäcksortieranlagen. Eine Anlage befand sich lange Zeit im Hauptgebäude des Terminal 3 und wurde dann in dessen Pier von einer neuen abgelöst, wodurch nach Umbauten die Abfertigungskapazität des Hauptgebäudes gesteigert werden konnte. Neu ist auch die Gepäcksortieranlage beim Terminal 1, die östlich des Terminals in einem ehemaligen Frachtgebäude installiert wurde.
Innerhalb des halbkreisförmigen Terminalbereiches befinden sich Parkplätze, Parkhäuser, Verwaltungs- und Dienstleistungseinrichtungen, ein Flughafenhotel und der Bahnhof. Im Osten des Flughafengeländes liegen mehrere Langzeitparkplätze und ein weiteres Hotel. Dort wurde im August 2005 auch die neue Cargo City eröffnet, die der Abwicklung des Luftfrachtverkehrs dient. Im Oktober 2022 ging in diesem Bereich der erste Vertiport Italiens versuchsweise in Betrieb, der Beginn der kommerziellen Nutzung soll ab 2024 erfolgen. Im Südosten befindet sich ein Flugzeug-Wartungszentrum mit insgesamt sechs Hangars und verschiedene Einrichtungen der Atitech und der ITA Airways.
In der Nähe des Flughafens wurde entlang der Autobahn A91 der neue, rund 160 Hektar große Stadtteil Parco Leonardo gebaut. Hier gibt es unter anderem Einkaufszentren, Vergnügungsparks und Fußgängerzonen. Unmittelbar östlich schließt die Messe Rom (Fiera di Roma) an. Der Parco Leonardo und die Fiera di Roma sind vom Flughafen und von der Innenstadt aus mit der S-Bahn FL-1 zu erreichen.

### Start- und Landebahnen
Der Flughafen hat drei Start- und Landebahnen und eine Reservebahn. Die beiden rund vier Kilometer voneinander entfernt gelegenen und parallel in Nord-Süd-Richtung verlaufenden, 3900 Meter langen Runways 16R/34L und 16L/34R können unabhängig voneinander betrieben werden. In der Hauptanflugrichtung 16 (von Norden) sind sie für die Allwetterflugbetriebsstufe CAT IIIb zugelassen, in der Anflugrichtung 34 nur für CAT I. Auf der ganz im Nordosten gelegenen 16L/34R landen vorwiegend Flugzeuge aus dem Schengen-Raum, deren Abfertigung in der Regel am Terminal 1 erfolgt. Die entlang der Küste verlaufende 16R/34L nutzen hauptsächlich Flugzeuge, die Ziele außerhalb des Schengen-Raumes anfliegen oder von dort kommen, darunter viele Großraumflugzeuge, die am Terminal 3 und dessen Satelliten abgefertigt werden. Die zwischen den beiden parallelen Pisten gelegene, 3300 Meter lange Runway 07/25 dient in der Regel für Starts nach Westen bei entsprechendem Westwind. Für sehr seltene Landungen in Anflugrichtung 25 (von Osten) steht ein ILS CAT I zur Verfügung, für noch seltenere aus Westen (vom Meer kommend) keines.
Im Jahr 1999 wurde die Rollbahn der im Nordosten gelegenen 16L/34R zur Reservebahn 16C/34C ausgebaut. Da sehr viele Landungen auf der 16L/34R stattfinden, ergab sich dort wegen des stärkeren Verschleißes und des weniger tragfähigen Untergrunds ein höherer Wartungsbedarf. Fanden auf der 16L/34R Sanierungsarbeiten statt, wurde die 3600 Meter lange Reservebahn 16C/34C aktiviert, die ihrerseits wiederum über einen eigenen, neuen Taxiway verfügt.
Zwischen 2008 und 2015 wurden sämtliche Pisten des Flughafens grundsaniert. Die 16C/34C stand zuletzt von Mai bis Oktober 2015 als Start- und Landebahn zur Verfügung; seither dient sie wieder als Taxiway D. Da der faktische Neubau der 16L/34R die Erwartungen voll erfüllt hat, wurden die Pistenmarkierungen der Reservebahn 16C/34C mittlerweile vollständig entfernt.
Im Januar 2025 wurde entlang der Ostseite der 16L/34R eine über zwei Kilometer lange Photovoltaikanlage zur Stromversorgung des Flughafens in Betrieb genommen.

## Geschichte

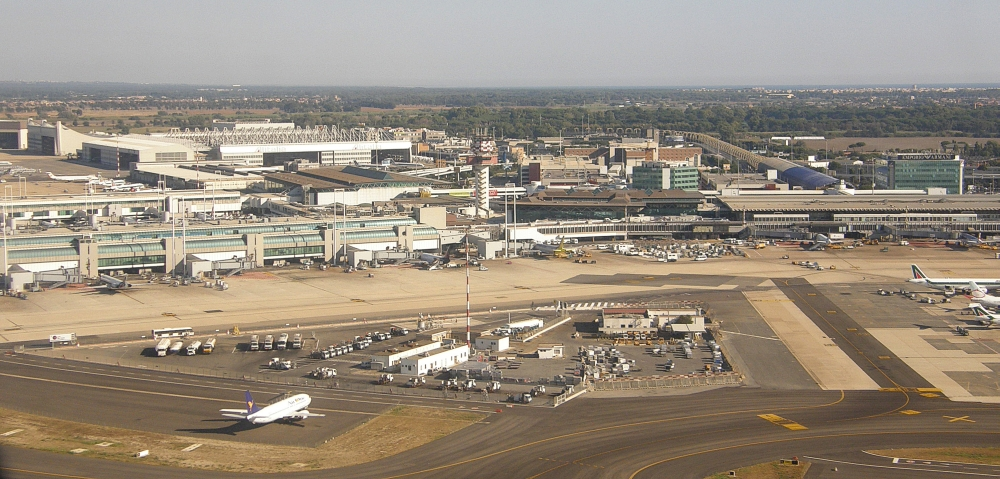
Östlicher Flughafenbereich (2008)

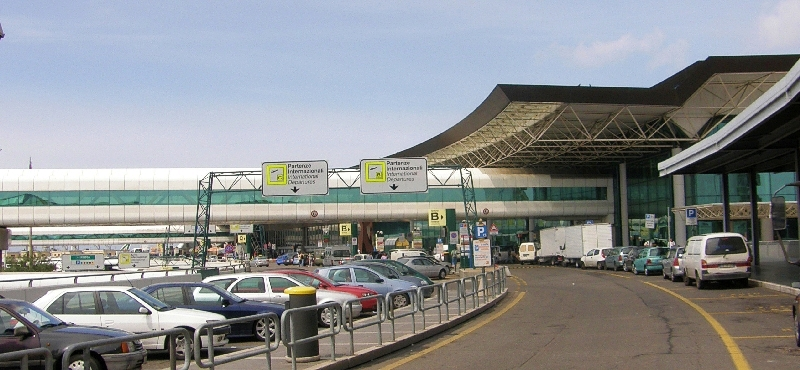
Terminal 3

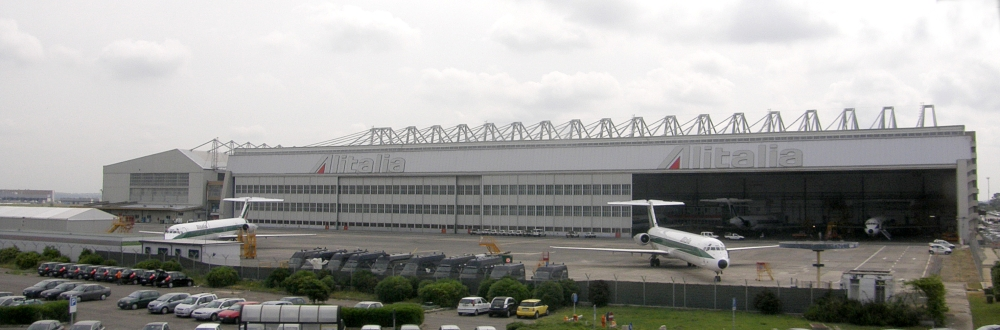
Wartungszentrum der Alitalia

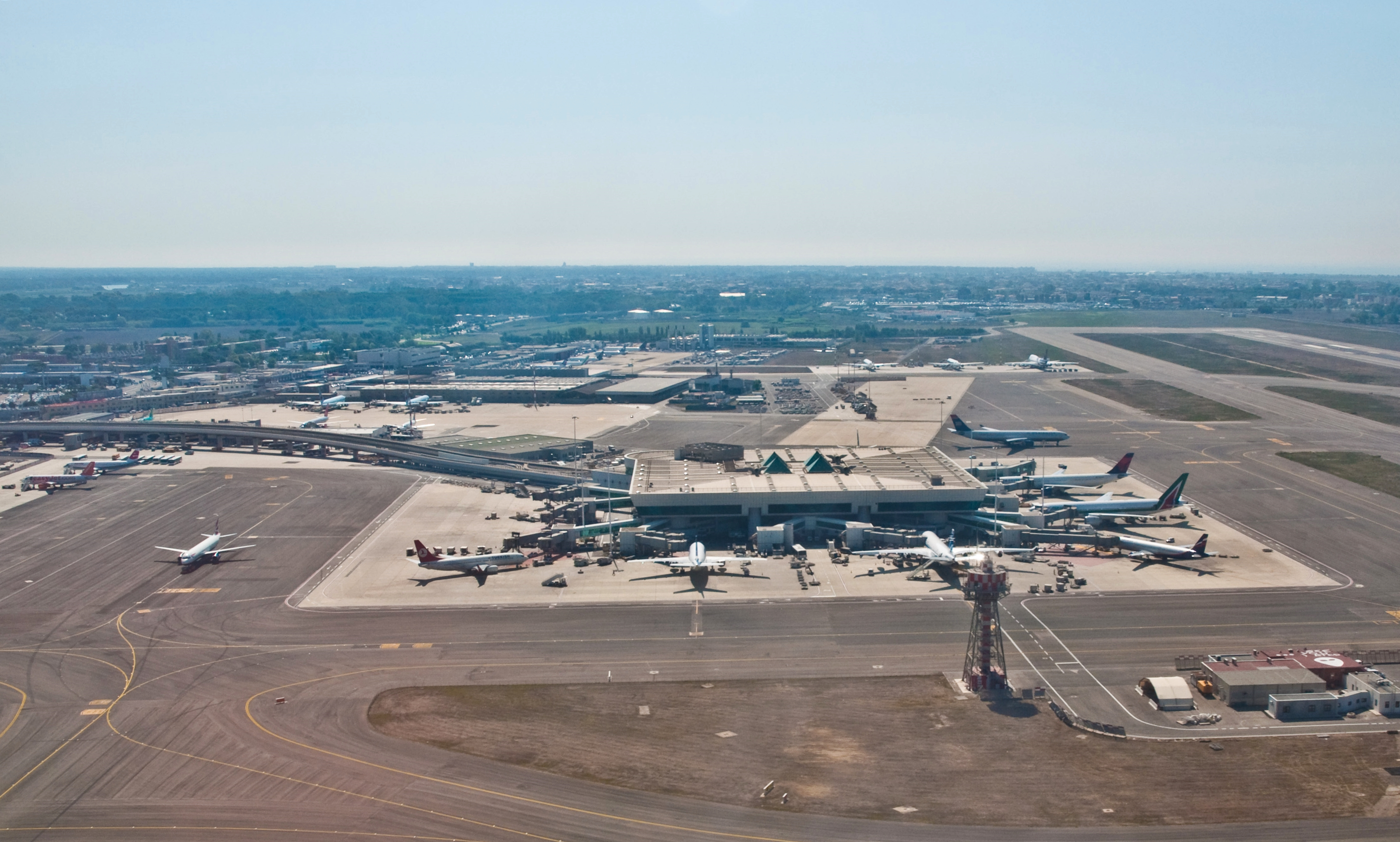
Satellit im Nordwesten des Vorfelds

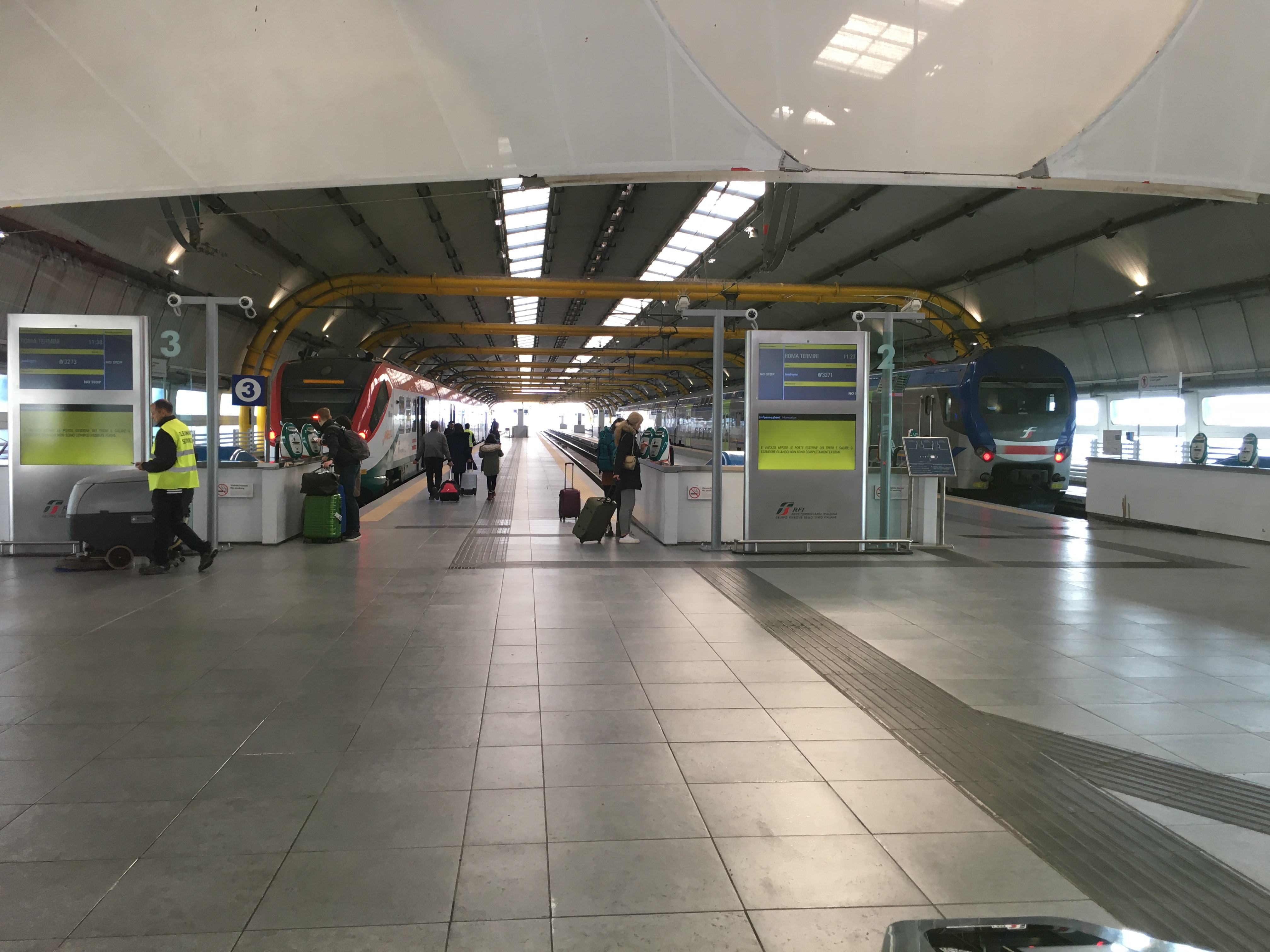
Der Bahnhof am Flughafen

In den 1920er und 1930er Jahren wurde in Italien ein großer Teil des kommerziellen Luftverkehrs mit Flugbooten oder Wasserflugzeugen abgewickelt. Im Fall der Stadt Rom wurden diese in Ostia an der Tibermündung abgefertigt. Konventionelle Passagierflugzeuge flogen seinerzeit vorwiegend den Flughafen Rom-Urbe an, der im Norden von Rom am Tiber liegt. Diesen Flughafen sollten ursprünglichen Planungen zufolge beide Arten von Flugzeugen zusammen nutzen, wobei für die Flugboote ein Abschnitt des Flusses vorgesehen war. Aus Kapazitätsgründen blieb es zunächst bei der Aufgabenteilung zwischen Ostia und den Flugplätzen im Landesinneren. Mitte der 1930er Jahre nahmen Planungen für den Bau eines neuen Großflughafens im Südwesten von Rom Gestalt an. In Magliana, unweit des heutigen Flughafens Rom-Fiumicino, wurden am Tiber größere Flächen enteignet. Hier sollte das Projekt, konventionelle Flugzeuge und Flugboote an einem einzigen Flughafen abzufertigen, nach dem Muster des Flughafens Mailand-Linate in großem Stil realisiert werden. Der geplante Flughafen war Teil eines neuen, monumentalen Stadtteils, den Benito Mussolini für die 1942 vorgesehene Weltausstellung in Rom errichten ließ (Esposizione Universale di Roma). Der 1939 begonnene Bau des Flughafens wurde wegen des Zweiten Weltkriegs bald eingestellt und das Projekt dann ganz aufgegeben, auch weil die Flugboote im Luftverkehr zu diesem Zeitpunkt das Nachsehen hatten.
Bereits 1946 griff man das Projekt eines Großflughafens für die italienische Hauptstadt wieder auf, weil die Flughäfen Rom-Urbe und Rom-Ciampino den Ansprüchen nicht genügten. In Betracht gezogen wurden die Standorte Castel di Decima, Casal Palocco, Magliana und Fiumicino, die alle im Südwesten der Stadt liegen. 1947 entschied man sich schließlich für Fiumicino, obwohl es wie in Magliana Zweifel an der Tragfähigkeit des Untergrunds gab. In der Folge wurden die weiteren Flughafenplanungen mehrfach geändert und es kam auch zu einigen Baustopps. Bis 1956 waren die beiden zunächst geplanten und in T-Form angelegten Start- und Landebahnen fertig: Die an der Küste verlaufende Piste 16/34 (Bahn 1, heute 16R/34L) und die 07/25 (Bahn 2). Erst 1958 ergingen die Bauaufträge für ein großes Terminal (heute Terminal 3) im südöstlichen Bereich des Flughafengeländes, obwohl der Flughafen für die Olympischen Sommerspiele 1960 fertig werden sollte, was trotz plötzlich aufkommender hektischer Betriebsamkeit nicht ganz gelang. Zwar landete Staatspräsident Giovanni Gronchi am 20. August 1960 mit einer Convair CV-440 auf dem Flughafen Fiumicino, womit er offiziell eingeweiht wurde, der Umzug der Fluggesellschaften von Ciampino nach Fiumicino erfolgte jedoch erst in der Nacht vom 14. auf den 15. Januar 1961. Den regulären kommerziellen Flugbetrieb eröffnete eine Lockheed Constellation der Trans World Airlines.
In den Jahren danach baute die Fluggesellschaft Alitalia südöstlich des Terminals ihr Flugzeug-Wartungszentrum (area tecnica) auf, wo im Lauf der Zeit etliche Hangars entstanden, darunter ein Lackierhangar. Zwischen dem internationalen Terminal und dem Wartungszentrum baute man ein neues Terminal zur Abwicklung des inländischen Flugverkehrs. Die beiden bestehenden Start- und Landebahnen wurden verlängert und in den 1970er Jahren im Nordosten um eine dritte Piste ergänzt (16L/34R). 1974 übernahm das Unternehmen Aeroporti di Roma den Betrieb der beiden römischen Verkehrsflughäfen Fiumicino und Ciampino.
In den 1980er Jahren erhielt das internationale Terminal mit seinen beiden damaligen seitlichen Piers etliche neue Fluggastbrücken. Für die Fußball-Weltmeisterschaft 1990 wurde von der Bahnstrecke Rom–Fiumicino eine Zweigstrecke zum Flughafen gebaut, sowie neue Parkhäuser und andere Dienstleistungseinrichtungen. 1991 eröffnete man am erneuerten nationalen Terminal ein erstes Pier (B) mit zwölf Fluggastbrücken, 1995 dann ein zweites Pier (D) mit zehn Fluggastbrücken zwischen dem nationalen und internationalen Bereich. Diese beiden Bereiche wurden durch den Umbau des alten, östlichen Seitenpiers des Terminals 3 besser miteinander verbunden und damit der Anfang für einen zusammenhängenden Abfertigungsbereich entlang der halbkreisförmigen Zufahrtsstraße gemacht. Der in diesem Zusammenhang geplante Peoplemover, der alle Bereiche (Terminals) verbinden sollte, wurde 1999 auf einem Teilstück zwischen dem internationalen Terminal 3 und dem Satelliten in Betrieb genommen. Erst 2016 folgte die Eröffnung des lange geplanten zentralen Piers vor Terminal 3, vier Jahre danach dann das Pier A beim Terminal 1. Mit der Einrichtung des Schengen-Raumes wurde das mehrfach modernisierte Terminal 1 zunehmend für innereuropäische Flüge genutzt.
Für die Abwicklung des zunehmenden Billigflugverkehrs richtete man zwischen den beiden genannten Terminals das relativ kleine, provisorisch wirkende Terminal 2 ein, das 2018 abgerissen wurde. Die Bezeichnung „Terminal 4“ war für ein zusätzliches Terminal südwestlich des Terminals 3 vorgesehen, womit man das lange anvisierte Projekt eines zusammenhängenden, halbkreisförmigen Abfertigungskomplexes mit mehreren in das Vorfeld reichenden Piers oder Satelliten zum Abschluss bringen wollte. Mittlerweile wird dieses Projekt als südwestlicher Ausbau des Terminals 3 bezeichnet, zu dem auch ein zusätzliches Pier im südwestlichen Vorfeldbereich gehört.
Nach nur sechsmonatiger Bauzeit wurde Anfang 2008 das Terminal 5 eröffnet. Dazu wurde im südwestlichen Teil ein ehemaliges Frachtgebäude in einen 14.000 m² großen Abfertigungsbereich für abfliegende Passagiere israelischer und US-amerikanischer Fluggesellschaften umgewandelt und in dieser Form knapp zehn Jahre genutzt. Für Passagiere dieser Fluggesellschaften gibt es nunmehr im Terminal 3 einen separaten Bereich. Das Terminal 5 wird derzeit sporadisch für die Abfertigung von Sonderflügen (Flüchtlinge, Fußballmannschaften) verwendet und ist ansonsten inaktiv; es soll zum Teil im geplanten neuen Pier des erweiterten Terminals 3 aufgehen.

## Fiumicino Nord
Mit dem 2020 fertiggestellten Pier A an der Ostseite des Terminal 1 und der geplanten südwestlichen Erweiterung des Terminals 3 wird die letzte Ausbaustufe des bisherigen Abfertigungsbereiches erreicht. Im Südwesten wären dann noch kleinere Flächen für einen weiteren Ausbau vorhanden, während man im Osten Teile des Alitalia-Wartungszentrums verlegen müsste. Diese äußersten Maßnahmen wollte der Flughafenbetreiber zugunsten eines anderen Großprojektes lange Zeit nicht in Betracht ziehen.
Der Flughafen verfügt nördlich der Piste 07/25 über sehr große Ausbauflächen. Als die Bahn 07/25 Anfang der 1970er Jahre in östlicher Richtung verlängert wurde, baute man auch einen Straßentunnel unter die Piste und die parallel dazu verlaufende Rollbahn. Dadurch kann von Süden aus zwischen dem Vorfeld im Westen und der Cargo City im Osten der Nordteil des Flughafens erreicht werden. Langfristig waren im Norden große Ausbaumaßnahmen geplant. Von der Autobahn A12 im Norden sollte ein autobahnähnlicher Zubringer auf das nördliche Flughafengelände führen. Zu beiden Seiten dieser neuen Straße sollten auf dem Nordteil Terminalanlagen, Vorfelder, Rollwege und zwei neue Start- und Landebahnen entstehen, allesamt in Nord-Süd-Richtung (16/34). Ein Peoplemover sollte die alten Terminals im Süden durch den genannten Tunnel mit dem neuen Terminalkomplex verbinden und schließlich ganz im Norden an der Bahnstrecke Pisa–Rom enden. Gegen diese als Fiumicino Nord oder Fiumicino 2 bezeichneten Ausbaupläne gibt es seit langer Zeit entschiedenen Widerstand von Anwohnern und Umweltschutzorganisationen, die stattdessen eine bessere Nutzung der vorhandenen Flächen im Süden fordern.
Am 28. Oktober 2019 lehnte das italienische Umweltministerium das oben beschriebene Ausbauprojekt „Fiumicino Nord“ im Rahmen einer Umweltverträglichkeitsprüfung ab, weil der geplante Ausbau Teile eines Naturschutzgebietes einbezogen hätte. Das Ministerium erhob jedoch keinen Einwand gegen ein begrenzteres Ausbauprojekt mit nur einer zusätzlichen Start- und Landebahn. Im Januar 2021 legte der Flughafenbetreiber einen neuen Masterplan vor, der bis 2046 unter anderem eine zusätzliche Start- und Landebahn im Nordosten vorsieht, parallel zur 16L/34R, mit einem Achsabstand von 820 Metern, sowie im Südosten ein zusätzliches Terminal mit drei wiederum parallelen Piers im Bereich des derzeitigen Flugzeug-Wartungszentrums, das in verkleinerter Form weiter nach Osten verlegt würde.

## Fluggesellschaften und Ziele
Der Flughafen wird von rund 100 Fluggesellschaften angeflogen. Nonstop werden Ziele in Afrika, Nord- und Südamerika, Asien und Europa bedient, saisonal auch in Australien.
Der Flughafen dient normalerweise nur dem zivilen Linien-, Charter- und Frachtflugverkehr. Für die Allgemeine Luftfahrt stehen der Flughafen Rom-Ciampino und der Flugplatz Rom-Urbe zur Verfügung. Regierungsflugzeuge werden bei besonderem Bedarf in Rom-Fiumicino abgefertigt, insbesondere wenn für sie die Start- und Landebahn in Rom-Ciampino zu kurz ist. Den übrigen militärischen Flugverkehr übernimmt der rund 20 Kilometer südöstlich von Fiumicino gelegene Militärflugplatz Pratica di Mare.

## Verkehrszahlen
| Jahr | Fluggastaufkommen | Luftfracht, Luftpost (Tonnen) | Flugbewegungen |
| ---- | ----------------- | ----------------------------- | -------------- |
| 2024 | 49.203.734        | 271.580                       | 315.597        |
| 2023 | 40.545.240        | 189.864                       | 266.489        |
| 2022 | 29.360.613        | 140.604                       | 212.503        |
| 2021 | 11.662.842        | 101.325                       | 113.972        |
| 2020 | 9.830.957         | 76.266                        | 103.496        |
| 2019 | 43.532.573        | 194.527                       | 309.783        |
| 2018 | 42.995.119        | 205.879                       | 307.736        |
| 2017 | 40.971.881        | 185.899                       | 297.491        |
| 2016 | 41.744.769        | 160.904                       | 314.167        |
| 2015 | 40.463.208        | 145.017                       | 315.217        |
| 2014 | 38.506.908        | 143.088                       | 308.144        |
| 2013 | 36.166.345        | 141.911                       | 298.233        |
| 2012 | 36.980.911        | 143.244                       | 309.719        |
| 2011 | 37.651.700        | 151.867                       | 324.314        |
| 2010 | 36.337.523        | 164.545                       | 329.269        |
| 2009 | 33.808.456        | 138.988                       | 324.497        |
| 2008 | 35.226.351        | 153.206                       | 346.650        |
| 2007 | 32.945.223        | 154.831                       | 334.848        |
| 2006 | 30.176.760        | 164.761                       | 315.627        |
| 2005 | 28.683.456        | 171.222                       | 308.284        |
| 2004 | 28.119.567        | 175.097                       | 309.658        |
| 2003 | 26.284.759        | 172.798                       | 300.831        |
| 2002 | 25.340.383        | 176.395                       | 282.787        |
| 2001 | 25.565.727        | 186.038                       | 283.748        |
| 2000 | 26.288.181        | 202.378                       | 283.444        |

## Zwischenfälle
- Am 23. November 1964 verunglückte eine Boeing 707-331 der Trans World Airlines (TWA) (Luftfahrzeugkennzeichen N769TW) nach Triebwerksausfall beim Start, wobei 50 der 73 Menschen an Bord ums Leben kamen.[31][32]

- Am 17. Dezember 1973 warfen palästinensische Terroristen auf dem Flughafen Rom-Fiumicino mehrere Handgranaten in eine Boeing 707-321B der Pan American World Airways (N407PA), während Passagiere zustiegen. Dabei wurden 29 Fluggäste und ein Besatzungsmitglied getötet. Die Maschine wurde irreparabel beschädigt. Die Terroristen erschossen anschließend einen Wachmann und entführten eine Boeing 737 der Lufthansa nach Kuwait, wo sie einen Tag später aufgaben.[33]

- Am 19. November 1977 stürzte eine Boeing 707-360C der Ethiopian Airlines kurz nach dem Start zu einem Frachtflug vom Flughafen Rom-Fiumicino zum Flughafen Asmara ab. Die Maschine gewann nach dem Start kaum an Höhe, streifte Baumwipfel und ging zu Boden. Alle fünf Besatzungsmitglieder an Bord kamen ums Leben (siehe auch Absturz einer Boeing 707 der Ethiopian Airlines in Rom).[34]

- Am 7. Januar 1980 brannte eine DC-9 der Alitalia im Hangar 2 der zona tecnica aus, wo sie einem C-Check unterzogen wurde.

- Palästinensische Terroristen verübten am 27. Dezember 1985 Anschläge auf die Flughäfen von Wien-Schwechat und Rom-Fiumicino, wobei in Fiumicino 16 Todesfälle und rund 100 Verletzte zu verzeichnen waren.

- Am 17. Oktober 1988 führte die Besatzung einer Boeing 707-338C der Uganda Airlines (5X-UBC) einen unsachgemäßen Landeanflug auf den Flughafen Rom-Fiumicino durch. In Unkenntnis ihrer genauen Flugposition ließen die Piloten ihre Maschine im Landeanflug absinken, bis diese 1300 Meter vor der Landebahn ein Hausdach streifte und zu Boden stürzte. Bei diesem CFIT (Controlled flight into terrain) wurden alle 7 Besatzungsmitglieder sowie 26 der 45 Passagiere getötet (siehe auch Uganda-Airlines-Flug 775).[35]

- Anfang 2010 wurden im internationalen Terminal Sicherheitslücken deutlich, als ein Reporter nachts die Sicherheitszone ohne jegliche Kontrolle betreten konnte, da diese nur tagsüber bewacht wurde.[36]

- Am 2. Februar 2013 kam eine von Carpatair im Auftrag der Alitalia betriebene ATR 72 bei der Landung von der Piste ab. Dabei wurden an Bord der Maschine 16 Personen verletzt.[37]

- In den frühen Morgenstunden des 7. Mai 2015 kam es im Terminal 3 zu einem Brand, der einen Großeinsatz der Flughafenfeuerwehr auslöste. Der Flughafen blieb mehrere Stunden gesperrt, die Abfertigungskapazität des Terminals mehrere Monate eingeschränkt.[38][39]

## Sonstiges
Ab 2018 führte Skytrax den Flughafen Rom-Fiumicino als Four Star Airport, Anfang 2023 kam der fünfte Stern dazu. Zu den anderen seit 2018 mehrfach verliehenen Auszeichnungen zählen der Airport Service Quality Award von Airports Council International (ACI) in der Kategorie „Europa, über 40 Millionen Passagiere“,  der Best Airport Award von ACI Europe in der Kategorie „über 25 Millionen Passagiere“ sowie fünf Sterne im COVID-19 Skytrax Airport Rating.
Wenige hundert Meter südlich des Flughafens liegen der sechseckige Lago di Traiano, ein ehemaliges Hafenbecken des Portus Romae, sowie das Museo delle Navi Romane, in dem Reste von römischen Schiffen und Booten ausgestellt sind, die zwischen 1958 und 1965 während des Flughafenbaus entdeckt wurden (⊙). Rund drei Kilometer südöstlich liegt Ostia Antica.